# The M+M's Tour
Tournées par Britney Spears
The Onyx Hotel Tour (2004) The Circus Starring: Britney Spears (2009)
The M+M's Tour est la cinquième tournée de la chanteuse américaine Britney Spears. Dès février 2007, Spears exprime son désir de partir à nouveau en tournée. Elle commence à répéter, dans le secret, pour un spectacle dans une salle de concert House of Blues et donne une performance surprise le 25 avril 2007 à Los Angeles dans la discothèque Quarante Deuce. Après qu'un panneau d'annonce The M+M's soit érigé au House of Blues à San Diego, en Californie, à la fin avril 2007, les médias font le lien avec Spears, et le spectacle affiche rapidement complet. La tournée débute à San Diego, c'est le premier concert de Spears depuis la fin de sa tournée, The Onyx Hotel Tour en juin 2004.
Le spectacle présente Spears accompagnée de quatre danseuses, interprétant cinq chansons, comprenant les tubes tels que ...Baby One More Time et Toxic. Diverses chorégraphies sont effectuées et le show comporte un changement de costume. Lors de l'interprétation de Breathe on Me, un homme du public monte sur scène. Le show d'ouverture a reçu des avis mitigées de la part des critiques. Certains ont souligné le fait que Spears avait l'air heureuse et en pleine forme, tandis que d'autres ont considéré que le spectacle laissait à désirer. À l'extérieur de la salle de San Diego, des vendeurs à la sauvette ont revendu des billets d'une valeur nominale de 35$ entre 200$ et 500$.

## Genèse
Dans une interview en février 2006, Spears a expliqué qu'elle avait hâte de revenir à sa carrière, déclarant: « Cela peut sembler bizarre, mais ça me manque de voyager. La route me manque, voir des endroits différents, être avec les danseurs et s'amuser. Ce sentiment d'être sur scène, en sachant que c'est le meilleur de vous-même - J'adore ça. J'avais besoin d'une pause. J'avais besoin d'être à nouveau avide. » le 26 avril 2007, Ivan Kane, le propriétaire de la discothèque Quarante Deuce à Los Angeles, a déclaré à E! News que Spears avait donné une performance surprise dans sa discothèque la nuit précédente. Kane a déclaré que pendant les répétitions, la chanteuse était sensationnelle, avec quatre danseuses et [qu'elle avait] chanté trois chansons. Elles ont couru à travers la scène à plusieurs reprises, la chorégraphie était super, et elle sonnait bien. » Marc Malkin de E! News a déclaré que Spears a pensé qu'elle pourrait avoir besoin de plus de temps pour se préparer. Il a également signalé qu'elle avait l'intention de donner des concerts dans les salles House of Blues aux États-Unis. Spears voulait garder les répétitions secrètes, et n'a même pas informé les propriétaires des différents studios de danse le motif de ses répétitions. Fin avril 2007, un panneau d'annonce affichant The M+M's est apparu au House of Blues à San Diego. Plusieurs sites people et médias locaux font le lien avec Spears, ce qui fait que le spectacle affiche rapidement complet. Le 1er mai 2007, la Une du journal The San Diego Union-Tribune alimente la spéculation. Le même jour, les portes de la salle s'ouvrent à 19h00 heure locale, et Spears fit son apparition sur scène à 22h00. Cela marque le retour de Spears sur scène depuis sa blessure au genou ayant causé l'annulation d'une partie de sa tournée, The Onyx Hotel Tour en juin 2004.

## Déroulement
Le concert débute avec Spears montant sur scène, vêtue d'un soutien-gorge perlé couleur argent, d'une jupe plissée blanche et de bottes blanches ; accompagnée de quatre danseuses blondes et interprète une version courte de ...Baby One More Time. Ensuite, elle enchaîne avec une version abrégée de I'm a Slave 4 U. Bien que Spears effectue la chorégraphie originale de la chanson, la performance a été comparée au style des Pussycat Dolls. Les danseuses laissent ensuite Spears seule sur scène pour interpréter le titre Breathe on Me, issu de son album, In the Zone. Les danseuses reviennent ensuite sur scène avec un homme choisi dans le public et Spears exécute un lap dance. À mi-chemin dans sa danse, Britney Spears disparaît pour un changement de costume, laissant ses danseuses poursuivre la chorégraphie. Elle réapparaît ensuite, portant un soutien-gorge rose, un manteau de fourrure blanche et une jupe jean pour l'interprétation de Do Somethin'. Le spectacle s'achève avec Toxic, où la chanteuse et ses danseuses dansent dans un mélange de styles Spears / Shakira. La performance terminée, Britney Spears remercie le public et quitte la scène. Selon les fans et les critiques, le spectacle dure environ 12 à 16 minutes.

## Réception
Teri VanHorn de MTV déclara qu'avec « son corps nouvellement tonique et son sourire rayonnant, elle a regardé chaque chose comme une femme qui était sortie de son passage à vide plus forte que celle d'hier. » Elle a également dit que Spears faisait le show avec « une attitude coquine et un esprit libre », comme si elle « avait invité 900 amis à sa petite soirée dansante coquine, et tant pis pour vous si vous ne pouvaient pas rouler avec le plaisir. » Suchin Pak, également de MTV a déclaré que le spectacle n'était « pas de révélation énorme », expliquant: « ce n'était pas le genre de spectacle qui laisse penser : « elle est de retour, elle est sur le pont de sortir le meilleur album de sa carrière. » Cela ne veut pas non plus dire qu'elle est perdue à jamais et que nous ne reverrons jamais l'ancienne Britney. Ce sont les toutes premières étapes. Thomas K. Arnold, de USA Today a dit que le spectacle « s'est avéré être plus une répétition qu'un retour », bien que « toutes ses séances d'entraînement post-cure de désintoxication en valaient la peine. » Le 2 mai 2007, à l'extérieur de la salle House of Blues à San Diego, des vendeurs à la sauvette ont revendu des billets d'une valeur nominale de 35$ entre 200$ et 500$.

## Setlist
1. ...Baby One More Time
2. I'm a Slave 4 U
3. Breathe on Me
4. Do Somethin'
5. Toxic

## Dates
| Date             | Ville       | Pays       | Lieu              | Présences             | Revenus  |
| ---------------- | ----------- | ---------- | ----------------- | --------------------- | -------- |
| Amérique du Nord |             |            |                   |                       |          |
| 1er mai 2007     | San Diego   | États-Unis | House of Blues    | 900 / 900 (100 %)     | $36,896  |
| 2 mai 2007       | Anaheim     | États-Unis | House of Blues    | 1,100 / 1,100 (100 %) | $38,500  |
| 3 mai 2007       | Los Angeles | États-Unis | House of Blues    | 1,050 / 1,050 (100 %) | $36,750  |
| 6 mai 2007       | Las Vegas   | États-Unis | House of Blues    | 1,800 / 1,800 (100 %) | $104,580 |
| 19 mai 2007      | Orlando     | États-Unis | House of Blues    | 2,100 / 2,100 (100 %) | $73,500  |
| 20 mai 2007      | Miami       | États-Unis | Mansion Nightclub | -                     | -        |
| Total            | Total       | Total      | Total             | 6,950 / 6,950 (100 %) | $290,226 |